# Controversie legate a The Walt Disney Company
Le azioni e le decisioni della Disney, dei suoi dirigenti, dipendenti e delle sue sussidiarie hanno suscitato critiche e proteste da parte di molte persone in giro per il mondo.
Un nutrito gruppo di critici sostiene che la società attuale abbia abbandonato i valori con i quali era nata, dopo la morte di Walt e Roy Disney (come il patriottismo, la famiglia e l'eccellenza, genuinità ed integrità artistica). Inoltre, l'azienda è vista come il simbolo della cultura di massa, dell'imperialismo culturale americano e della standardizzazione dell'intrattenimento.

## Dirigenti della compagnia

### Ronald W. Miller
Nel 1977 Roy E. Disney, figlio di Roy O. Disney e nipote di Walt, si dimise dai ruoli esecutivi, mantenendo tuttavia il suo posto nel board, poiché in disaccordo con le scelte dei colleghi. Come disse successivamente: "Sentivo solo che la compagnia, artisticamente, non stava andando da nessuna parte. Era veramente un ambiente soffocante." Nel 1984, tuttavia, si dimise anche dal consiglio di amministrazione, durante una battaglia per il controllo della compagnia, fu l'inizio di un processo che portò al cambio di vertici nella società, che culminò con le dimissioni di Ron Miller e l'arrivo di Frank Wells e Michael Eisner.

### Michael Eisner
Michael Eisner è stato spesso criticato per il suo stile manageriale. Nel libro Disney War James B. Stewart, ripercorrendo i vent'anni di amministrazione di Eisner, rievoca alcuni episodi:
- il conflitto con Robert Zemeckis e Richard Williams per far uscire Chi ha incastrato Roger Rabbit rispettando i tempi e il budget, senza assecondare le idee dei registi di rendere il film più ambizioso;
- la tensione con Frank Wells prima della sua morte;
- Il rapporto conflittuale con Jeffrey Katzenberg subito dopo la morte di Wells, che ha portato all'abbandono della compagnia di quest'ultimo e alla successiva causa sui profitti sui film da lui iniziati prima della sua partenza;
- Il conflitto con Michael Ovitz durante il suo breve mandato da presidente e COO della compagnia;
- l'acquisto di ABC Family e l'incapacità di rivitalizzarne la programmazione;
- la decisione di Hilary Duff di lasciare Disney Channel a causa dello stipendio basso;
- Il finanziamento del film Fahrenheit 9/11;
- la decisione della Pixar di non rinnovare il contratto di distribuzione che aveva con la Disney;
- L'OPA subita da Comcast;

Nel 2003, Roy E. Disney si dimise da vice presidente del consiglio di amministrazione e da presidente della Walt Disney Feature Animation, per protesta contro Eisner. Lo accusava di micromanagement, degli insuccessi di ABC e del settore cinematografico, di incapacità nel gestire i parchi e i resort e di aver trasformato la Disney in una compagnia "senz'anima". Infine non apprezzava il fatto che non fosse chiaro chi gli avrebbe succeduto come CEO.
Il 3 marzo 2004, durante l'assemblea annuale degli azionisti un sorprendente 43% dei presenti, in gran parte radunato dagli ex membri del consiglio Roy Disney e Stanley Gold, ha trattenuto i propri delegati dal rieleggere Eisner presidente del consiglio di amministrazione. Il board della Disney assegnò, quindi, la posizione a Mitchell. Tuttavia, il consiglio non rimosse immediatamente Eisner dalla posizione di amministratore delegato.
Il 13 marzo Eisner annunciò che si sarebbe dimesso dal ruolo un anno prima della scadenza del contratto. Il 30 settembre si dimise sia da amministratore delegato che dal consiglio e, per tagliare ogni legame con la società, rinunciò a tutti i vantaggi di cui avrebbe potuto godere, come un ufficio nella sede di Burbank. Il giorno successivo subentrò nella sua posizione Robert Iger.

### John Lasseter
Hollywood Reporter verso la fine del 2017 scrisse che aveva ricevuto diverse denunce anonime riguardo a molestie perpetrate da John Lasseter, capo dei Walt Disney Animation Studios e della Pixar. Queste riguardavano commenti, baci e contatti fisici non voluti. I due casi più eclatanti riguardavano Rashida Jones e Will McCormack, i quali stavano lavorando a Toy Story 4, e che abbandonarono il progetto a causa dei comportamenti di Lasseter. Quest'ultimo, dopo essersi scusato per aver fatto commenti fuori luogo e aver dato abbracci indesiderati, ha deciso di allontanarsi dalla società per sei mesi. La Disney, in un comunicato, ha apprezzato il gesto e si è detta impegnata a creare un ambiente di lavoro in cui tutti si sentano rispettati. A giugno 2018 ha annunciato che rimarrà come consulente fino alla fine dell'anno e che poi lascerà definitivamente l'azienda per "focalizzarsi su nuove avventure creative".

## Walt Disney Motion Picture Group

### Walt Disney Animation Studios

#### Stereotipi etnici e razziali
Negli anni studiosi, critici e attivisti hanno criticato la Disney per l'aver realizzato i personaggi non caucasici in maniera stereotipata (cosa che in realtà succedeva anche per rappresentazioni umoristiche dell'America caucasica e dell'Europa). Ciò ha portato detrattori a ritenere Walt Disney un razzista. Per esempio, viene raccontato che durante la produzione di Biancaneve e i sette nani si riferì alla scena dove i nani si mettono uno sopra l'altro come una "pila di negri", e che durante i casting di Song of the South utilizzò il termine "pickaninny", che ha una valenza dispregiativa sebbene di uso comune all'epoca. Inoltre il film venne criticato in quanto accusato di raccontare la schiavitù in maniera idealizzata (nonostante il film sia ambientato in realtà dopo la fine della schiavitù e della guerra civile americana e non sia un documentario sull'americano sud). Altri film in cui questo accadde fu Peter Pan, con la rappresentazione dei nativi o indiani "americani" (sebbene in realtà siano nativi e abitanti dell'immaginaria e fantastica Isola Che Non C'è e siano fedeli sia al materiale originale di partenza che alla natura comica del film d'animazione), Lilli e il vagabondo, dove le gatte siamesi sono manipolatrici e scaltre, Fantasia, dove una centaura nera, Sunflower, pulisce gli zoccoli ad altre centaure (poi rimossa dalle successive trasposizioni), e in Dumbo, dove i corvi, che rappresentano secondo degli studiosi, gli afroamericani degli anni '30 e '40, sono un umile gruppo di cantanti jazz giramondo vestiti secondo la moda del tempo (anche se in questo caso i corvi hanno una valenza più che positiva, in quanto sono stati resi personaggi intelligenti, spiriti liberi ed empatici che simpatizzano per Dumbo perché comprendono cosa significhi essere emarginati come lui e lontani dallo stereotipo di Stepin Fetchit e dei personaggi da lui interpretati comune soprattutto nella decade precedente). Inoltre i corvi, oltre ad essere un tributo agli artisti jazz dell'epoca (in particolare Cab Calloway), sono stati principalmente pensati come un modo satirico per prendere in giro sarcasticamente le leggi Jim Crow, leggi di segregazione razziale applicate nel sud degli Stati Uniti d'America, infatti il film Dumbo è ambientato nella Florida del 1941, stesso anno di produzione e rilascio del film, con un altro riferimento alla situazione razziale nella società di allora rappresentato dai lavoratori sfruttati dal direttore del circo e altri alla seconda guerra mondiale. Questa tendenza era presente anche nei corti, come Mickey's Mellerdrammer, dove Topolino è truccato con lo stile "blackface" (poi non più rilasciato dopo la sua uscita originale), e l'Uccello Nero in Who Killed Cock Robin? ispirato a Stepin Fetchit. Tuttavia la Disney non era l'unica a valersi degli stereotipi (anche dell'America caucasica e dell'Europa) o di gag addirittura molto più esagerate: Fleischer Studios, Metro-Goldwyn-Mayer cartoon studio, Walter Lantz Productions, e Warner Bros. Cartoons fecero lo stesso. Bob Clampett, regista di Looney Tunes e Merrie Melodies, tra cui i controversi Coal Black and de Sebben Dwarfs e Tin Pan Alley Cats, disse che
Nel 1989, l'attore afroamericano Nick Stewart venne richiamato alla Disney per riprendere il suo ruolo di Compare Orso per il tour di Splash Mountain. Lo storico della Disney Jim Korkis gli chiese se pensava che fosse davvero degradante interpretare Compare Orso in Song of the South (I racconti dello zio Tom), riguardo a tutte le controversie sulla rappresentazione degli afroamericani. Stewart rise e rispose "Disney ci ha trattati come dei re." Concluse poi dicendo che donò i soldi guadagnati per il suo ruolo di Compare Orso a un teatro per attori afroamericani per interpretare ruoli diversi da maggiordomi e cameriere. Disse anche che intendeva fare la stessa cosa con i soldi del giro di Splash Mountain.
Il giornalista, storico e critico cinematografico Neal Gabler scrisse: "Walt Disney non era un razzista. Non ha mai, né pubblicamente né privatamente, fatto commenti denigratori sui neri o affermato una qualsivoglia superiorità bianca. Come la maggior parte dei bianchi americani della sua generazione, tuttavia, era insensibile dal punto di vista razziale." Floyd Norman, il primo animatore nero dello studio e che ha lavorato a stretto contatto con Walt Disney negli anni '50 e '60, dichiarò: "Non una volta ho osservato un accenno al comportamento razzista di cui Walt Disney è stato spesso accusato dopo la sua morte. Il suo trattamento delle persone — e intendo dire tutte le persone‍ — ‌può essere considerato solo esemplare."
Nel 2019, in un articolo scritto da Norman sul suo blog in difesa dei corvi di Dumbo intitolato Black Crows and Other PC Nonsense, l'animatore ha scritto che
Inoltre, nonostante occasionali insulti di Walt Disney, lo studio Disney ha assunto diversi dipendenti di ogni estrazione razziale sin dagli anni '30, tra cui Floyd Norman (afroamericano), Cy Young, Tyrus Wong, Iwao Takamoto e Bob Kuwahara (cinesi/giapponesi). Durante una proiezione di To Kill a Mockingbird (Il buio oltre la siepe), Walt Disney disse, "Questo è il tipo di film che mi piacerebbe davvero fare." Voci simili persistono sul presunto antisemitismo e le simpatie naziste di Walt Disney, nonostante il fatto che il suo studio fece propaganda anti-nazista durante la seconda guerra mondiale e Walt assunse numerosi ebrei come animatori e cantautori, tra cui Art Babbitt e gli Sherman Brothers. Una volta, durante le riprese di Pinocchio, quando si scoprì che Christian Rub, la voce di Geppetto, era un simpatizzante dei nazisti, riuscirono a "pareggiare i conti con lui nel miglior modo possibile." Fecero esibire Rub su una piattaforma nella scena in cui Geppetto è nel ventre di Monstro la balena assassina, e la scossero molto violentemente, dandogli "un passaggio che non ha mai dimenticato."
Disney donò regolarmente a enti di beneficenza ebraici, fu nominato "Uomo dell'anno 1955" dalla loggia ebraica B'nai B'rith a Beverly Hills e il suo studio ha impiegato un buon numero di ebrei, alcuni dei quali occupavano posizioni influenti e autorevoli, come sottolineato dall'artista ebreo Joe Grant, includendo sé stesso, il direttore di produzione Harry Tytle e il capo del merchandising Kay Kamen, che una volta ha scherzato sul fatto che l'ufficio Disney di New York avesse "più ebrei del Libro del Levitico."
Dalla sua uscita nel 1992, il film Aladdin è stato accusato di perpetuare stereotipi razziali ed etnici negativi degli arabi. Nel luglio 1993, la Disney annunciò che avrebbe cambiato un verso nella canzone di apertura del film, Arabian Nights (Notti d'Oriente), scritta da Howard Ashman e Alan Menken. Nella versione originale del film, la canzone conteneva il testo "Where they cut off your ears if they don't like your face / It's barbaric, but hey, it's home" ("Dove ti tagliano l'orecchio se non gli piace la tua faccia/È una barbarie, ma ehi, è casa"). Dopo che gruppi arabo-americani si sono lamentati del fatto che la linea fosse offensiva nei confronti dei mediorientali, la Disney ha modificato i testi nelle successive edizioni del film con un testo alternativo scritto da Ashman: "Where it's flat and immense and the heat is intense/It's barbaric, but hey, it's home" ("Dove è piatto ed immenso ed il caldo è intenso/È una barbarie, ma ehi, è casa"). Menken approvò il cambiamento, così come la tenuta di Ashman, che era morto prima del completamento del film. Il comitato antidiscriminazione arabo-americano (ADC) ha inoltre chiesto che il termine "barbaric" ("barbaro") fosse rimosso; tuttavia, la Disney ha rifiutato questo, sostenendo che la parola appariva in tutte le versioni del testo di Ashman e si riferiva all'impostazione del deserto del film nei testi alterati.

#### Presunti messaggi subliminali
Nel 1995 l'American Life League (ALL) sostenne che molti film dagli anni '70 in poi, tra cui Le avventure di Bianca e Bernie, Chi ha incastrato Roger Rabbit, La sirenetta, Aladdin e Il re leone, contenevano messaggi subliminali e contenuti sessuali.
L'8 gennaio 1999 l'edizione home video di Bianca e Bernie venne ritirata dal mercato a causa della scoperta di due frame contenenti effettivamente immagini di una donna in topless sullo sfondo. Le immagini vennero tolte dalle edizioni in cassetta, DVD e dal Blu-ray contenenti il primo e il secondo film, Bianca e Bernie nella terra dei canguri.
Nell'edizione Laserdisc di Chi ha incastrato Roger Rabbit del 1994 Variety riportò che furono trovate più scene con immagini esplicite lasciate dagli animatori come scherzo. Queste erano invisibili nella riproduzione a velocità normale, ma, procedendo frame per frame, era possibile, ad esempio, vedere Jessica Rabbit nuda. All'uscita del Laserdisc, le scorte finirono rapidamente, grazie anche ai servizi di CNN e giornali che riportarono la notizia. Un dirigente della Disney disse alla rivista che "le persone dovrebbero farsi una vita piuttosto che trovare cose così. Noi non lo sapevamo [delle immagini], era solo uno stupido scherzo che gli animatori ci fecero e noi non ce ne accorgemmo. Inoltre, le persone dovrebbero sviluppare un senso dell'umorismo riguardo a queste cose." La scena fu in seguito rifatta. Un'altra scena che ha suscitato polemiche è quella dove Baby Herman mostra il dito medio mentre passa sotto il vestito di una donna e ne riemerge con della saliva sul labbro.
Quando La Sirenetta venne per la prima volta distribuito in videocassetta, il castello di re Tritone era rappresentato sulla copertina. Ad un attento sguardo questo aveva un aspetto strano, che rassomigliava ad un pene. La Disney e il disegnatore sostennero che era un incidente dovuto alla nottata passata a completare il tutto prima della scadenza. Sulla riedizione l'immagine non compare. Inoltre c'era la convinzione che nella scena del matrimonio, dove il principe sta per sposare Ursula, il vescovo stesse avendo un'erezione. In realtà il prete è un ometto con le vesti da vescovo che si piegano su quello che è il suo ginocchio. Tuttavia, a causa della polemica, la scena fu cambiata nel DVD del 2006 in modo tale che il ginocchio non fosse più visibile. Questi due fatti spinsero una donna dell'Arkansas a citare in tribunale la società, anche se pochi mesi dopo ritirò le accuse.
In Aladdin, le proteste riguardarono la scena in cui Aladdin è attaccato da Rajah, la tigre. Nella versione inglese Aladdin dice a bassa voce "Come on... good kitty, take off and go...", tuttavia la parola "kitty" non è comprensibile perché gli si sovrappone un suono, forse il ringhio della tigre. Alcune persone sostennero di aver sentito "Good teenagers, take off your clothes," che in italiano è "Brave ragazzine, toglietevi i vestiti", ritenendo la frase un incitamento ad essere promiscue. Per evitare ulteriori critiche la frase venne rimpiazzata nell'edizione in DVD con "Down, kitty".
L'accusa a Il re leone fu smentita da Tom Sito, disegnatore e scrittore per il film, il quale disse che le lettere nella nuvola di polvere non sono la parola "SEX", sesso, ma "S.F.X." che significa effetti speciali. Era un easter egg per il reparto di animazione.

#### Critiche degli animalisti
La carica dei 101 (1996) fu criticato per l'uso di cuccioli non svezzati in natura e perché il successo del film portò ad una maggiore domanda di cuccioli di dalmata da parte di un pubblico impreparato all'adozione di animali, con un conseguente aumento di cani abbandonati.
Subito dopo il successo di Alla ricerca di Nemo ci fu un'impennata di richieste per i pesci pagliaccio. La società quindi fece una dichiarazione con la quale diceva che il film non era un incoraggiamento a comprare pesci e chiunque decidesse di voler avere un acquario in casa si sarebbe dovuto rendere conto di quello che ciò comportava. La PETA ha apprezzato che nel film si sottolineasse che i pesci fossero amici piuttosto che cibo e che non si incitasse all'acquisto di pesci.

#### Sessismo
Nel 1938 la Walt Disney Company mandò una lettera di rifiuto a Mary Ford nella quale sottolineava che "le donne non erano prese in considerazione" per le posizioni in ambito creativo. La lettera tornò alla ribalta una prima volta nel 2009 quando il nipote, ritrovatala, la caricò su Flickr; una seconda il 7 gennaio del 2014, quando ai National Board of Review Awards, nel discorso di presentazione di Emma Thompson come miglior attrice in Saving Mr. Banks, Meryl Streep la citò. Riferendosi all'incontro tra Walt Disney e Pamela Lyndon, autrice di Mary Poppins, disse: "Deve avere ucciso [Disney] l'aver incontrato una donna, una creatura ugualmente sprezzante e superiore, una persona sprezzante delle proprie doti." Successivamente molti studiosi Disney e artisti lo difesero, come Floyd Norman, una Disney Legend, che disse come dagli anni '30 l'America "fosse cambiata, cambiata in meglio." Altri giornalisti invece sostennero che la Streep fosse stata ironica in quanto aveva appena finito di girare il film Disney Into the Woods.

#### Rappresentazione della società
Nel 2016 Jessi Streib, professoressa della Duke University, insieme a due studenti, pubblicò un saggio in cui analizzava la società mostrata nei 36 film d'animazione Disney e Pixar che a gennaio 2014 avevano superato i 100 milioni di dollari d'incasso. La ricerca ha evidenziato che nei film i poveri accettano la propria condizione e ne sono felici, per esempio in Mary Poppins lo spazzacamino è troppo contento rispetto al lavoro che fa, mentre in Biancaneve e i sette nani questi ultimi, incluso Brontolo, sono contenti di andare a lavorare, nonostante lavorino in miniera. Nell'articolo la sociologa sottolinea come il messaggio dato dalla Disney sia che tutti sono contenti della propria condizione e chi vuole migliorarla, con il duro lavoro e la buona volontà, può avanzare all'interno della società; chi invece non riesce viene aiutato dai più ricchi. Questo, tuttavia, nel mondo reale non succede, e anche la Streib ha ammesso che evidenziare questo fatto potrebbe scoraggiare i bambini dall'impegnarsi per raggiungere i propri obiettivi.

### Il rapporto Pixar-Disney
I disaccordi iniziarono dopo la produzione di Toy Story 2; in quanto in origine questo era stato pensato come un direct-to-video, quindi un film che non rientrava nell'accordo di produzione di cinque produzioni destinate ai cinema. Tuttavia la destinazione venne cambiata durante la produzione e quindi la Pixar voleva che venisse contato nell'accordo, ma la Disney rifiutò. I primi cinque lungometraggi Pixar avevano incassato 2,5 miliardi di dollari, quindi per entrambe le case ci furono dei profitti. L'accordo prevedeva che alla Pixar spettasse la creazione e la produzione, mentre la Disney si occupasse della pubblicità e della distribuzione, i costi e i profitti sarebbero stati divisi a metà, tuttavia i diritti delle storie e dei sequel rimanevano in mano a quest'ultima, la quale esigeva anche una tariffa per la distribuzione.
Le due compagnie all'inizio del 2004 cercarono di stipulare un nuovo contratto nel quale la Disney sarebbe stata solo il distributore e per questo sarebbe stata pagata. Tuttavia la condizione posta dalla Pixar è che anche i film già in produzione, Gli Incredibili e Cars, sarebbero stati soggetti a questo accordo, cosa ritenuta inaccettabile dalla Disney. A rendere più difficili le trattative ci fu anche il cattivo rapporto tra Steve Jobs e Michael Eisner. Preparandosi al peggio, Jobs decise di non rispettare più la finestra di pubblicazione voluta dalla Disney, cioè novembre, ma di pubblicare i film nel periodo estivo, più redditizio, in modo tale da poter poi pubblicare il DVD per Natale. Il primo film a seguire questo processo fu Cars che fu ritardato. Un altro vantaggio era quella di allungare la durata del contratto in vigore per avere più tempo per negoziare. Le dimissioni di Eisner e le voci di una possibile acquisizione di Pixar riappacificarono le due aziende. Tuttavia, per precauzione fu stipulato un contratto per la distribuzione di Ratatouille, previsto per il 2007, che non servì in quanto l'acquisizione andò in porto.

### Miramax e la gestione dei film stranieri
Miramax è stata spesso criticata per l'editing, il doppiaggio e la sostituzione della colonna sonora nei film stranieri da lei distribuiti. Ad esempio, in Iron Monkey, anche se rilasciato in versione sottotitolata, i sottotitoli erano scritti in modo tale da eliminare il contesto politico della storia, le scene erano state tagliate per velocizzarlo e per ridurne la violenza e la colonna sonora, contenente il tema di Wong Fei Hung, fu cambiata. Subirono la stessa sorte Shaolin Soccer, Farewell My Concubine (versione rilasciata nei cinema), The Thief and the Cobbler e Fist of Legend di Jet Li. Harvey Weinstein sostenne che non rieditava "per divertimento" ma per fare in modo che i film funzionassero anche in America.
Harvey Weinstein provò anche a cambiare Princess Mononoke per renderlo più appetibile al mercato americano. Dal Giappone Toshio Suzuki, un produttore dello Studio Ghibli, spedì una katana con un biglietto con scritto "no cuts", niente tagli, che è ciò che avvenne.
Con i Weinstein, inoltre, ci fu la tendenza ad acquistare i diritti di film asiatici senza poi effettivamente distribuirli. Ad esempio Hero, un film cinese di arti marziali del 2002, rimase inedito finché Quentin Tarantino non intervenne, mentre Tears of the Black Tiger, film tailandese, fu acquistato nel 2000, modificato e mai rilasciato fino a che, nel 2006, la Magnolia Pictures ne comprò i diritti.
I film venivano ritardati in modo tale che i possibili flop al botteghino potessero essere distribuiti su anni fiscali diversi, in modo tale da non perdere i bonus che la Disney elargiva al raggiungimento degli obiettivi. Inoltre cercavano di impedire che i DVD di questi film venissero importati. Nonostante questo comportamento, molti sostennero che le possibilità che questi film fossero distribuiti in America se non li avesse presi la Miramax erano nulle e che se anche qualche piccolo distributore li avesse presi non avrebbero avuto le possibilità che uno studio come la Miramax avrebbe potuto garantire.
Lo studio è stato anche accusato di trascurare i propri film più ricercati e sperimentali, soprattutto quando i registi si rifiutano di renderli più commerciali. Ad esempio Dead Man, che Jim Jarmusch rifiutò di tagliare, fu rilasciato in poche sale, per questo i critici accusarono i Weinstein di averlo sabotato.
Kevin Smith, nel suo Jay & Silent Bob... Fermate Hollywood! (2001), prende in giro lo studio: i due protagonisti scoprono che stanno per fare un film su un fumetto a loro ispirato e tentano di fermare lo studio di produzione. Secondo il regista questo film è in risposta alle controversie intorno al suo precedente film Dogma.

### La famiglia Slesinger contro Disney
Dal 1991 al settembre 2009, la famiglia di Stephen Slesinger fu impegnata in un processo contro la Disney per i diritti di Winnie the Pooh. Quando Slesinger morì nel 1953, sua moglie firmò un accordo di licenza con la Disney. Uno dei punti era che la Disney avrebbe pagato le royalties su cartoni e film, ma non sul merchandising. Questo avrebbe creato, secondo le accuse, un mancato versamento di circa 2 miliardi di dollari per la famiglia Slesinger. Dopo 18 anni di procedimenti, un giudice di Los Angeles ha dichiarato che Disney non ha commesso alcuna violazione dell'accordo firmato.

### Passaggio di proprietà per Star Wars
Il 21 dicembre 2012, Disney ha acquisito la Lucasfilm e, di conseguenza, i diritti sul franchise di Star Wars e le società Skywalker Sound e Industrial Light & Magic, per 4 miliardi di dollari. Vi furono critiche riguardo al fatto che, con l'arrivo della gestione Disney, tutte le vecchie storie del cosiddetto Universo Espanso pubblicate in fumetti, libri o serie tv fino ad allora furono "decanonizzate" e quindi cancellate dalla storia ufficiale di Star Wars. Di conseguenza, questo ha portato i fan che avevano seguito tali storie per più di 30 anni, a dover acquistare nuovi libri e a seguire nuove serie tv che ri-narrano la storia di Star Wars daccapo in un nuovo canone unificato, lasciando l'universo precedente bloccato nel limbo. La famosa serie animata Star Wars: The Clone Wars è stata cancellata prima della fine della sua corsa per poter spostare le nuove serie tv di Star Wars dal Cartoon Network (del gruppo Time Warner) ai canali Disney, come successo con la nuova serie TV animata Star Wars Rebels trasmessa da Disney XD. Ciò venne fatto nonostante fossero a conoscenza che molte persone amassero la serie The Clone Wars e che la serie fosse molto proffitevole.
Il modo in cui i nuovi film vengono gestiti è stata fonte di critica da parte di molti fan della saga che hanno trovato che la gestione Disney abbia portato personaggi stereotipati, l'aggiunta di vari animali da vendere nei Disney Store e l'aggiunta di battute in puro stile Disney, specialmente ne Gli ultimi Jedi, episodio che non ha convinto una larga parte della community venendo pesantemente criticato e portando alcuni fan a chiedere che venga "decanonizzato".
Ci sono stati inoltre problemi tra la nuova gestione e i registi dei nuovi film: il 20 giugno 2017, Phil Lord e Chris Miller, i registi designati al film Solo: A Star Wars Story, hanno lasciato la produzione del film cinque settimane prima della fine delle riprese. Lord e Miller hanno citato "divergenze creative" come motivazione del loro allontanamento.
Tre mesi dopo, il regista inizialmente scelto per dirigere L'ascesa di Skywalker, Colin Trevorrow, si è dimesso in circostanze analoghe ed è stato sostituito da J. J. Abrams. Molti fan hanno criticato questa mossa; una petizione su change.org, che ha ricevuto oltre 4.000 firme, è stata istituita per protestare contro l'assunzione di Abrams, dato che molti non avevano gradito la sua regia de Il risveglio della Forza.
Altre critiche rivolte alla Disney riguardo alla nuova gestione di Star Wars riguardano l'aver ignorato i consigli di George Lucas, il creatore della saga, che si era offerto come consulente creativo e aveva anche proposto delle stesure per gli episodi VII, VIII e IX, che sono state tutte rigettate dalla Disney. Lo stesso Lucas si sarebbe pentito in seguito di aver venduto alla Disney, dichiarando in un'intervista: "Ho venduto i miei figli agli schiavisti bianchi".

## Disney-ABC Television Group

### American Broadcasting Company
Il 9 febbraio 1996 la Walt Disney Company comprò Capital Cities/ABC, chiamata poi ABC, Inc., tuttavia il network continuò ad usare il nome American Broadcasting Companies.
Le due società avevano rapporti dal 1953, quando Leonard Goldenson aiutò nel finanziamento di Disneyland. L'azienda poi nel '54 mise in onda una serie chiamata DIsneyland. Comprò inoltre azioni della società e i legami si strinsero tanto che nei parchi a tema alcune giostre erano legate alle serie ABC e l'annuale festival delle soap al Walt Disney World. Dopo l'acquisto venne aperto One Saturday Morning chiamato poi ABC Kids, basato soprattutto su programmi per l'infanzia. Nonostante il nuovo management, il network non riusciva a sfondare.
Un picco di ascolti si ebbe nel 1999 quandò andò in onda per la prima volta Chi vuol essere Milionario. Parallelamente la CBS metteva in onda Survivor. Per cercare di contrastarlo il Milionario fu prima spostato il mercoledì in contemporanea all'altro programma per cercare di stroncarlo. Tuttavia la mossa non portò gli effetti sperati. Iniziò così un processo che portò il quiz game ad essere trasmesso fino a sei volte a settimana. Questa sovraesposizione portò a un forte calo di share, anche perché altre reti introdussero format simili. Alex Wallau divenne presidente della societànel 2000 portando cambiamenti: il MIlionario venne messo in syndication e ci si concentrò sulle serie che ebbero più successo, come The Practice (che ebbe anche uno spin off di successo, Boston Legal, nel 2004), Alias, e Once and Again. Il network produsse anche delle commedie con un successo moderato come The Drew Carey Show, Spin City, Dharma & Greg, La vita secondo Jim, Tutto in famiglia e George Lopez.
Rimaneva fuori dl settore dei reality show, anche perché i tentativi (Are You Hot? e I'm a Celebrity... Get Me Out of Here!) si revelarono flop. Nonostante gli sforzi alla fine della stagione 2003-2004 l'ABC era al quarto posto dei canali più visti degli Stati Uniti, la prima dei "Big three" a trovarsi in questa posizione.

#### ABC Daytime
- Nel luglio del 2003 Megan McTavish tornò ad essere produttrice di La valle dei pini, fu criticata per una storia nella quale veniva descritto lo stupro di un personaggio omosessuale, Bianca Montgomery, alcuni sostennero che sembrava una punizione per la sua sessualità[79], mentre altri invece sottolinearono come fosse ciò che alcune donne subivano realmente.[80] Altre polemiche furono fatte nel 2006 quando debuttò un personaggio transessuale.[81]
- ABC Daytime cestinò una puntata di Una vita da vivere nella quale veniva messo in scena una sparatoria in una scuola, poiché sarebbe dovuta essere trasmessa quando si verificò la sparatoria al Virginia Tech 17 aprile 2007.[82]
- La Writers Guild of America East portò in tribunale l'ABC Daytime, sostenendo che avesse rimpiazzato invece di reintegrare gli scrittori che avevano partecipato allo sciopero di cento giorni de La valle dei pini e di Una vita da vivere del 2008[83][84][85]
- L'ABC Network è stato criticato per la cancellazione delle sue soap più longeve e per l'idea di chiudere anche General Hospital.[86]

#### ABC News
Il 30 aprile 2004 il presentatore di Nightline Ted Koppel lesse i nomi dei soldati americani uccisi nella guerra in Iraq. Questo non piacque ai conservatori, che ritenevano che Koppel stesse facendo così della politica, e al Sinclair Broadcasting Group, che riteneva che l'ABC stesse sminuendo l'impegno americano nel conflitto. Altri, come l'opinionista televisivo del Washington Post, ritenevano fosse un modo per alzare l'audience: in quel periodo lo spettacolo fu tra quelli più visti. Koppel ripropose il formato in più occasioni: il 28 maggio 2004 per la guerra in Afghanistan e il 30 maggio 2005 per tutti i morti dall'episodio dell'anno precedente. A differenza della prima volta in cui lo propose, le stazioni del gruppo Sinclair mandarono in onda il programma come previsto.
Nel maggio 2010 Mimi Gurbst, una delle più importanti produttrici della redazione, lasciò la sua posizione per diventare un consulente per l'orientamento negli istituti superiori americani. Il New York Observer nell'articolo in cui dava la notizia dipinse la donna come un'"amata" mentore. Questo scatenò i commenti di vari impiegati della divisione i quali riportarono dei fatti diversi, sostenendo che non fosse amata e che fosse particolarmente insopportabile.

##### 11 settembre - Tragedia annunciata
L'ABC mandò in onda la miniserie 11 settembre - Tragedia annunciata negli Stati Uniti il 10 settembre 2006. Questa era stata già criticata durante la produzione sulla rappresentazione di alcuni degli eventi e alcuni storici ed ex generali delle amministrazioni Clinton e Bush avevano chiesto non solo la modifica di alcune parti ma anche la cancellazione dell'intero programma. La società, tre giorni prima della messa in onda, rilasciò un comunicato in cui diceva che la miniserie era " una rielaborazione romanzata, non un documentario, scritta avvalendosi di più fonti, tra cui il Rapporto della Commissione sull'11 settembre, altro materiale pubblicato e interviste."
La polemica maggiore verteva intorno alle scene che si riferivano all'amministrazione Clinton: queste tendono a far ricadere la responsabilità degli eventi dell'11 settembre 2001 su Clinton e il suo gabinetto. Un esempio è la scena in cui l'allora consigliere per la sicurezza nazionale Sandy Berger non approva l'ordine per portar via Osama bin Laden, che era circondato, dicendo alla squadra in Afghanistan che dovevano eseguire il compito senza un'approvazione ufficiale, riagganciando il telefono subito dopo. Stando a Berger e ad altri, tra cui il conservatore Ricard Miniter, questo non è mai accaduto. Successivamente lo sceneggiatore, Cyrus Nowrasteh, ha ammesso che la scena del telefono non c'era neanche nel copione, era stata improvvisata.
Media Matters for America un gruppo liberale dedito alla correzione delle notizie false dei conservatori diede, nel 2006, il premio Disinformatore dell'anno ad ABC News, non solo per la miniserie, ma anche a causa del direttore Mark Halperin, definito ruffiano conservatore, e per alcuni servizi di ABC World News e Good Morning America.

##### Alexis Debat
Alexis Debat, consulente di ABC e scrittore per The National Interest, specializzato in terrorismo e sicurezza nazionale, si dimise nel giugno del 2007 sia dall'ABC che dal giornale dopo che si scoprì che non aveva conseguito il dottorato alla Sorbona da lui millantato. Nel settembre dello stesso anno un sito di informazione francese, Rue 89, rivelò che Debat aveva rilasciato almeno due interviste false sul magazine francese Politique internationale, una con Barack Obama e una con Alan Greenspan.

#### ABC contro Cablevision: WABC-TV e WPVI
Il 2 marzo 2010 WABC-TV e WPVI annunciarono che avrebbero rimosso la loro programmazione dalle reti di Cablevision nell'arco di una settimana se non si fosse raggiunto un accordo per pagare i diritti di ritrasmissione. Cablevision era contraria anche perché sosteneva che volevano essere pagati per dei contenuti mandati gratuitamente su internet e over-the-air; inoltre Charles Scheuler, portavoce della società, disse che "non era giusto da parte di ABC-Disney di tenere in ostaggio i clienti di Cablevision."
Lo spegnimento delle trasmissioni dei canali sarebbe avvenuta nel weekend della 82ª edizione degli Academy Awards, uno degli eventi maggiormente seguiti sulle reti dell'ABC. Questo avrebbe recato danno non solo agli inserzionisti ma soprattutto alla Cablevision. Il 7 marzo come previsto le stazioni si oscurarono. Su ciascuna frequenza lasciata libera la Cablevision mandò in loop un messaggio in cui spiegava brevemente la diatriba con ABC, informando come seguire gli eventi su internet. Inoltre, per scusarsi con i clienti, rese gratuita la fruizione del proprio catalogo di film online.
Alle 20:50 di quel giorno entrambe le stazioni tornarono attive, dopo che venne diffuso un messaggio in cui si annunciava l'avanzamento delle trattative.

##### Il caso Pink slime
Nel 2012 ABC News mandò in onda uno speciale in cui descriveva come gli scarti di carne di manzo, dopo essere passati attraverso una centrifuga ed essere stati trattati con l'ammoniaca, venissero utilizzati nel macinato di manzo. Veniva sottolineato come il "manzo magro di qualità" pubblicizzato in realtà fosse un derivato da questi scarti, chiamati appunto pink slime. Nel 2017 la Beef Production Inc. ha citato in tribunale ABC e The Walt Disney Company, poiché questo speciale aveva avuto una ricaduta sugli ordini della società, portando al licenziamento di 700 lavoratori, chiedendo un risarcimento che poteva oscillare tra 1,9 e 5,7 miliardi di dollari. A metà di giugno dello stesso anno le società hanno patteggiato, senza rivelare i termini dell'accordo, ma la Beef Production si è detta "assolutamente soddisfatta" per l'accordo raggiunto.

### Freeform
Il 24 ottobre 2001 la Fox Family Worldwide Inc fu venduta per 2,9 miliardi alla Disney, tra le varie emittenti furono acquistate anche Fox Kids e Saban Entertainment. L'intero network fu rinominato ABC Family.
Questa acquisizione è stata considerata una dei peggiori errori dell'epoca di Eisner. Il fallimento fu dovuto principalmente al fatto che la trattativa era stata portata avanti dalla dirigenza Disney senza consultare quella dell'ABC. Il piano originale era quello di usare il canale per trasmettere le repliche dei programmi ABC, impossibile dato che la società non possedeva i diritti di syndication dei propri programmi, In questo periodo vennero quindi trasmesse a ripetizione le stesse stagioni di Alias, Less Than Perfect, Life with Bonnie, produzioni della Touchstone Television, e The Bachelor (distribuita dalla Telepictures). Nel tentativo di cambiare la destinazione del canale, la Disney aveva chiuso la maggior parte delle serie Fox e aveva tagliato film TV,una delle punte della programmazione del canale. A seguito di questa strategia lo share del canale precipitò, soprattutto nelle fasce fuori dalla programmazione per bambini.
Il piano successivo era quello di spostare l'audience verso un pubblico più adulto, rinominando il canale XYZ. Tuttavia il nome non poteva essere usato perché nel contratto di vendita tra CBN e Fox/Saban c'era una clausola nella quale si stabiliva che il nome "Family" dovesse essere sempre presente, indipendentemente dal proprietario; per dare il nuovo nome l'azienda avrebbe dovuto terminare le trasmissioni, chiudere la società annullando i contratti e rifondare la stazione con il nome prescelto. Così facendo, però, gli operatori via cavo non sarebbero stati obbligati a dare gli spazi lasciati vuoti da Family Channel a XYZ, perciò anche questa idea venne abbandonata. Il nome venne riciclato per un programma nel 2003, mentre il canale veniva usato come emittente dei flop prodotti dalla ABC, come All American Girl, con la Spice Girl Geri Halliwell.
Dal 2006 i critici hanno sostenuto che la programmazione di ABC Family stesse diventando inadatta per le famiglie a causa di programmi come Greek - La confraternita eLa vita segreta di una teenager americana. Ritenevano che la dirigenza ormai si curasse solamente dei numeri piuttosto che preoccuparsi di ciò che stessero mostrando ai più giovani: teenager incinta o giovani ubriachi.
Quindi nonostante permanesse il nome "Family" la maggior parte della programmazione era più di tipo generalista. Infatti dalla vendita alla Walt Disney Company erano apparsi sul canale serie e film che contenevano violenza, blasfemia e contenuti sessualmente espliciti. Nel 2015 un sondaggio aveva rivelato che gli utenti che guardavano solo quel canale consideravano quei programmi adatti alle famiglie. Per evitare danni d'immagine fu rinominato, all'inizio del 2016, Freeform, nome che serviva a dare un'idea di canale più generalista.

### Disney Channel
Molte persone hanno criticato le scelte di Anne Sweeney, ex presidente dell'ABC Television Group, riguardo a Disney Channel: la programmazione è stata man mano spostata dai personaggi Disney tradizionali, come Topolino, Paperino e Pippo, per concentrarsi su serie tv adatte maggiormente ad un pubblico pre-adolescenziale.

### ESPN
La maggior parte delle polemiche rivolte alla ESPN riguarda il taglio dato alle notizie che oscilla tra il giornalismo e l'intrattenimento. Un esempio è lo show The Decision, uno speciale di un'ora nel quale LeBron James, star della NBA, avrebbe annunciato dove sarebbe andato a giocare nella stagione del 2010. La polemica riguardava il fatto che per quell'ora tutti i diritti pubblicitari sarebbero andati al cestista e che il giornalista, Jim Gray, non fosse un impiegato del network. Queste polemiche si sommavano all'hype creato intorno all'evento.
Gli analisti di Wall Street hanno criticato la scelta di pagare a prezzi più alti di quelli di mercato i diritti sportivi, sostenendo che sul lungo periodo questa avrebbe intaccato troppo i bilanci, poiché i ricavi generati dalla pubblicità e dalla rivendita dei diritti non sarebbero stati in grado di ripagare l'investimento. Nel 2015 la Disney ha iniziato a tagliare i programmi più costosi mentre, alla fine dell'anno, ESPN licenziò 300 persone dando come motivo sia il costo dei diritti che il calo degli abbonati.
Nel giugno del 2015, l'annuncio di Caitlyn Jenner, precedentemente conosciuta come Bruce Jenner, come destinataria dell'Arthur Ashe Courage Award agli ESPY Awards generò polemiche non solo on-line, ma anche tra i giornalisti, tra cui Bob Costas che definì la decisione "una grossolana farsa". La maggior parte dei critici ritenevano che ci fossero vincitori più adeguati, come Lauren Hill, la quale giocava a basket nonostante un tumore cerebrale, che l'avrebbe poi uccisa pochi mesi dopo, o Noah Galloway, un reduce della guerra in Iraq senza due arti, il quale praticava sport estremi, finalista dell'edizione di quell'anno di Ballando con le stelle.
Il 2 settembre ESPN decise di rimuovere Robert Lee dalla telecronaca di una partita a Charlottesville poiché omonimo del generale confederato Robert E. Lee. Questa azione fu presa a causa delle contestazioni avvenute per la rimozione della statua del generale. Il web ha preso in giro la società in quanto il commentatore è cino-americano.
Doug Adler, ex tennista e commentatore dell'emittente, fu licenziato dopo che fece un commento in diretta su Venus Williams. Durante un match degli Australian Open il commentatore, parlando della grinta dell'atleta, ha usato la parola guerrilla, che in inglese è simile a gorilla, che è la parola che la ESPN sostiene sia stata usata. A causa del presunto commento razzista la società l'ha licenziato nonostante le scuse di Adler. Nel febbraio dello stesso anno Adler li ha denunciati per licenziamento senza giusta causa.
Nel gennaio 2018 la società ha licenziato due dipendenti, dopo delle indagini interne, a causa della loro condotta: erano stati accusati di molestie sessuali.

### The Last Days of Michael Jackson
A causa del programma The Last Days of Michael Jackson, andato in onda sulle reti ABC nel maggio 2018, la società, nel giugno dello stesso anno, è stata accusata di violazione di copyright, poiché sono stati utilizzati parti dei brani dell'artista. L'accusa ha chiesto il risarcimento per i danni subiti dall'utilizzo senza permesso di più di trenta tracce dell'artista. Da una parte la società si è difesa sostenendo che l'utilizzo dei brani ricadesse nel fair use, dall'altra gli eredi di Michael Jackson hanno detto che se la tesi fosse confermata, allora qualsiasi studio potrebbe fare altrettanto con le opere Disney, senza chiederle il permesso.

## Walt Disney Parks and Resorts

### Disneyland Resort

#### Al Lutz e MiceAge
Al Lutz, sul proprio sito, scrive dagli anni 90 dei parchi Disney. Nel 2001 ha criticato la qualità dei parchi californiani, Disneyland e Disney California Adventure Park, criticando aspramente Paul Pressier, presidente del primo e successivamente a capo della Walt Disney Parks and Resorts, Cynthia Harriss, a capo poi di Disneyland. Dal 1996 al 2002 mantenne una serie di pagine web satiriche chiamate Promote Paul Pressler!, il cui obiettivo era quello di far promuovere il presidente della divisione ad una nuova posizione "da qualsiasi altra parte all'interno della The Walt Disney Company!".
Nel luglio 2006 riportò che Lindsay Lohan, durante la festa per i suoi vent'anni tenuta a Disneyland, e i suoi amici si erano comportati male nei confronti dei dipendenti dei parchi e che avevano fatto uso di droghe e alcool. Questo portò alla replica dei portavoce dell'attrice che sostennero che queste erano "tutte balle". Questa notizia permise a MiceAge di andare alla ribalta e a Lutz di essere considerato il guardiano della Disney dalla stampa.
Il sito di Lutz ha anche evidenziato la pratica dei visitatori di spargere le ceneri dei propri cari all'interno dei parchi. Questa tradizione, secondo l'autore, va avanti dagli anni 90. Tuttavia la dirigenza del parco sostiene che non si sia mai verificato alcun caso. Nel 2007 una donna fu ripresa mentre rovesciava della polvere dalla borsa, sostenendo che fosse borotalco. Le guardie del parco sostennero la tesi.

#### Disney California Adventure Park
Sul Disney California Adventure Park, fino al 2010 Disney's California Adventure Park, la Disney aveva altissime aspettative: nel gennaio del 2001 sul Los Angeles Times, apparve un articolo nel quale si pensava che il problema principale del parco sarebbe stato il sovraffollamento tanto che si prospettava di dover allontanare i clienti "nelle prime settimane, durante le vacanze primaverili e durante l'estate." La realtà dei fatti fu ben diversa, in quanto il parco non diede i risultati sperati e i motivi sono i più diversi:
- il passaparola dei primi visitatori che lamentavano una mancanza di qualità tipica dei parchi Disney ha scoraggiato i futuri clienti;[131]
- la Hollywood Pictures Backlot non aveva l'appeal paventato;[132]
- mancanza di giostre per i più giovani e di giostre a tema, come quelle che avevano reso famoso Disneyland;
- il parco era ritenuto ridondante, molte delle attrazioni riproducevano attrazioni a meno di un'ora dal parco, come l'Hollywood sign;
- il budget con il quale era stato costruito, 600 milioni di dollari, era ritenuto non sufficiente per garantire qualità;[133]
- il prezzo del biglietto era ritenuto troppo costoso, perché costava quanto quello di Disneyland nonostante il parco offrisse molte meno attrazioni.[134]

Il 10 marzo 2006, durante l'assemblea con gli azionisti, quando fu chiesto se avrebbero costruito un terzo parco ad Anaheim, Robert Iger rispose dicendo che stavano ancora cercando di far funzionare il secondo. L'anno successivo venne annunciata un'espansione del parco che sarebbe costata più di un miliardo di dollari. Il piano prevedeva la modifica di tutte quelle attrazioni che avevano suscitato il malcontento nel pubblico. Queste sarebbero state modificate o eliminate del tutto. Insieme a questo fu annunciato un rebranding del parco, che avrebbe cambiato il logo e il nome, diventando il Disney California Adventure. L'11 giugno del 2010 il nome divenne ufficiale.

### Walt Disney World Resort

#### Disney's Animal Kingdom
Sin dalla sua progettazione, la PETA e altri gruppi di animalisti della Florida manifestarono il dissenso per il parco Disney che avrebbe ospitato animali in cattività. Tra le varie azioni intraprese ci fu quella di dissuadere le agenzie di viaggio a non accettare prenotazioni per il parco. A poche settimane dall'apertura alcuni animali morirono a causa di alcuni incidenti. Il dipartimento dell'agricoltura americano indagò a fondo ma non trovò alcuna violazione. Il giorno dell'inaugurazione furono mandati 150 poliziotti per i timori di una possibile protesta. Questa si verificò ma fu pacifica e dopo due ore terminò.
Un anno dopo l'apertura la Fondazione per i diritti degli animali della Florida mostrò le sue perplessità circa lo spettacolo di fuochi d'artificio durante Capodanno: i rumori avrebbero potuto spaventare gli animali. Un ispettore del dipartimento dell'agricoltura venne e disse che i fuochi dovevano essere lanciati ad almeno mezzo miglio di distanza.

#### Disney's Wide World of Sports Complex
Edward Russell, architetto, e Nicholas Stracick, ex-giocatore di baseball, sostennero di aver parlato con la Walt Disney Company nel 1987 proponendo un complesso sportivo e che il Wide World of Sports, aperto dieci anni dopo, fosse molto simile al progetto che avevano proposto. La Disney invece disse che, sebbene le similitudini ci fossero, queste erano le stesse che si avevano con altri centri sportivi e strutture olimpiche. I due portarono avanti una causa e nel 2000 una giuria del tribunale di Orange County stabilì che la società avrebbe dovuto pagare 240 milioni di dollari, una frazione del miliardo e mezzo richiesto. Disney ricorse in appello e decise di raggiungere un accordo esterno al tribunale con gli accusatori i cui termini non sono stati divulgati.

#### Walt Disney World College Program
Il Walt Disney World College Program è un programma di tirocinio presso il Walt Disney World Resort in Orlando. Attraverso questo programma, studenti almeno diciottenni e i maggiorenni possono fare uno stage retribuito della durata di un semestre. Secondo alcune persone la Disney fa ciò per avere lavoratori sottopagati, in quanto i partecipanti al programma fanno le stesse cose degli altri impiegati, ma vengono pagati meno. Nel tardo 2007 un dipendente, candidato alla presidenza della sezione locale del sindacato, nel suo programma voleva abolire questo programma che, non solo sfruttava i ragazzi, ma permetteva di mantenere gli stipendi bassi. La società, però, sottolineò come solo 8000 su 62000 dipendenti fossero nel programma, non così tanti secondo loro. L'altra polemica riguarda il fatto che questi stagisti non avevano una rappresentanza sindacale.

#### Reedy Creek Improvement District
Il Reedy Creek Improvement District è un distretto comprendente il Walt Disney World Resort sotto la giurisdizione della società. Walt Disney negli anni 60, mentre progettava il parco, riteneva che sarebbe stato più facile realizzare il progetto se si fosse avuta una gestione più flessibile e personalizzata. Tra le varie idee c'era quella di realizzare l'EPCOT, Experimental Prototype Community of Tomorrow, una città di fondazione che sarebbe dovuta diventare il prototipo della città del futuro. Dopo molte attività di lobbying, il governo della Florida gli diede lo status di "special district".
Dopo la morte di Walt Disney, la società mise da parte i piani, giudicati troppo ambiziosi, e quindi tutta la zona residenziale e commerciale non venne sviluppata, ad eccezione del parco e del successivo Epcot. Richard Foglesong ,in Married to the Mouse: Walt Disney World and Orlando, sostiene che la società abbia abusato del proprio potere per tenere il controllo delle terre non per sviluppare la città, ma solo le capacità commerciali dei propri parchi. Negli anni 90 vennero costruite alcune città, come Celebration, tuttavia una volta completate vennero vendute e "de-annesse" in modo tale che i nuovi proprietari terrieri non avessero diritto di voto, che derivava dal numero di acri posseduti.

### Disneyland Paris

#### Walt Disney Studios Park
Walt Disney Studios Park, costruito per rilanciare le presenze nel parco, che non avevano raggiunto le aspettative, fu criticato per la scarsa qualità delle attrazioni e per le giostre a tema scialbe. Si rivelò essere il meno visitato tra i parchi Disney. Si dovette quindi procedere a delle modifiche a delle aree già costruite e alla costruzione di nuove. Tuttavia una delle più gettonate, il Crush's Coaster, portò altri malumori tra i visitatori del parco perché, anche nei giorni poco affollati, le code erano di circa due ore. Per ridurre le code la società ha provato ad implementare il fastpass, che si è rivelato fallimentare; è stata poi aggiunta l'attrazione a quelle aderenti a "Più ore di magia" che permette a chi alloggia nel resort di accedere prima ai parchi divertimenti; infine hanno inserito la coda Single Rider, per raggiungere la capienza massima data dalle vetture. Anche quest'ultima non ha raggiunto gli obiettivi sperati perché le famiglie medie europee sono composte da quattro persone, come i posti nei gusci. Infine, nel 2014 hanno aggiunto un gioco per cellulari da fare nell'attesa.

### Hong Kong Disneyland Resort

#### Sovraffollamento
Prima dell'apertura del parco sorsero dei dubbi sulla capacità del parco, considerata troppo bassa. Questa ipotesi venne confermata il 4 settembre 2005 quando il parco aprì per un evento di beneficenza: circa 30 000 visitatori, poco al di sotto della capacità del parco, vennero accolti. Si formarono lunghe code, non solo alle attrazioni, ma anche nei ristoranti.
Il governo locale, essendo anche detentore del 57% del parco, pretese che la capacità dichiarata fosse ridotte per evitare ulteriori casi di sovraffollamento. Tuttavia durante il capodanno cinese si verificò un altro caso: dopo poche ore si raggiunse la massima capacità e non furono più accettati nuovi visitatori. Oltre al rimborso del biglietto, la società decise di non accettare durante le festività cinesi i biglietti a data aperta.

#### Commissione sulla sicurezza alimentare
Ad alcuni ispettori del Dipartimento di igiene alimentare e ambientale, arrivati al parco per indagare su dei casi di avvelenamento da cibo, fu chiesto di rimuovere i distintivi e i cappelli prima di entrare nel parco, per evitare di turbare i visitatori che, avendoli visti, erano preoccupati. Il presidente della commissione sulla sicurezza alimentare del Consiglio legislativo di Hong Kong, Fred Li, definì scioccante l'accaduto e parlò con il direttore del dipartimento per prendere provvedimenti contro la Disney. La dirigenza del parco si scusò e definì l'accaduto inappropriato. Il segretario della giustizia lasciò cadere il caso per mancanza di prove.

#### Zuppa di pinna di squalo
Disney, all'inizio, aveva pianificato di servire la zuppa di pinna di squalo ai banchetti nuziali. Gli animalisti nel giugno del 2005 protestarono sia perché la popolazione di squali stava calando pericolosamente sia perché i metodi con cui le pinne venivano prese erano considerati crudeli: spesso l'animale veniva preso, privato della pinna e rigettato in mare. Quindi la società decise di rimuovere la zuppa dal menù, anche se l'avrebbe offerta se i clienti avessero insistito. Aggiunse inoltre che avrebbe distribuito opuscoli sulla conservazione della specie per sensibilizzare i visitatori.
Alla fine gli azionisti, dopo le continue proteste di ambientalisti e animalisti, preoccupati per l'immagine dell'azienda, pressarono la dirigenza. Il 24 giugno 2005 venne annunciato che la zuppa non sarebbe più stata servita perché, stando al comunicato stampa, "dopo un'attenta analisi e una meticolosa ricerca, non siamo stati in grado di identificare un fornitore eco-sostenibile, non lasciandoci altra scelta se non quella di rimuovere la zuppa di pinna di squalo".

#### Moria di pesci
Hong Kong Disneyland sorge su una porzione di terra sottratta al mare, reclamata appositamente per la costruzione del parco. Secondo alcuni pescatori, fu proprio questa operazione a causare la moria di pesci che si verificò tra luglio e settembre tra Ma Wan e Cheung Sha Wan. Il fango e la terra utilizzati avrebbero intasato le branchie dei pesci causandone la morte. Il governo locale e la società hanno respinto le accuse sostenendo che la causa in realtà fosse un'infezione e che non ci fossero prove che legassero le morti dei pesci al reclamo di terra. Tuttavia i pescatori hanno richiesto il pagamento di 3,5 milioni di dollari come risarcimento.

### Disney's PhotoPass
Il Disney's PhotoPass è un servizio di fotografia offerto dalla Disney nei suoi parchi a tema. I fotografi sono sparsi in tutto il parco, nelle attrazione, nei negozi e nei ristoranti, come la Bibbidi Bobbidi Boutique. Le foto possono poi essere viste e acquistate nel parco o online. I clienti hanno però criticato la società per i prezzi pubblicizzati che non corrispondevano a quelli reali, soprattutto per quanto riguardava i CD. La società ha risposto che i prezzi esposti erano applicati solo nei parchi e non online.

### Impronte digitali
Come in altri parchi a tema, ai visitatori all'ingresso viene scannerizzato un dito per prenderne l'impronta per ridurre le rivendite dei pass multigiorno. Tuttavia questo non viene detto in anticipo. La scannerizzazione viene fatta a tutte le persone che hanno compiuto dieci anni ed è utilizzata per associare il biglietto al visitatore. La società sostiene che i 50 punti presi non sono sufficienti a ricostruire l'intera impronta digitale; tuttavia alcuni esperti forensi hanno detto che i punti siano addirittura più del necessario.
Ulteriori critiche sono state mosse quando Disneyworld in Florida ha iniziato a prendere le impronte dei bambini dai 3 ai 9 anni. La società si è difesa sostenendo che le impronte servivano a generare un codice associato al biglietto e che una volta prese venivano subito cancellate. Inoltre ha anche sottolineato che i genitori potevano dare le loro.

## Disney Consumer Products

### Principesse Disney
il 24 dicembre 2006, Peggy Orenstein pubblicò sul New York Times un articolo nel quale si dimostrava preoccupata per gli effetti sulle bambine della figura della principessa. Usò per molti esempi proprio le principesse Disney. La giornalista sottolineò poi come questo ideale avesse permeato i prodotti per bambini e come ogni aspetto dei giochi fosse correlato ad una principessa. Non fu l'unica a sottolineare questo fatto, ma molti genitori sdrammatizzarono il fatto, sottolineando come questa fosse una fase che sarebbe terminata una volta che le bambine fossero cresciute.

### Cattivi Disney
La maggior parte dei cattivi Disney è più vecchio di 55 anni. Uno studio della Brigham Young University, dopo aver passato settant'anni di film, scoprì come il 42% dei 93 antagonisti rappresentava in maniera negativa gli stereotipi degli anziani, dipingendoli come cattivi, sinistri o scontrosi. La conclusione a cui giungeva l'articolo era quella che la Disney stava influenzando i bambini, inducendoli ad avere preconcetti sui vecchi.

### Marvel Comics
Sulla pagina 16 di Captain America #602 (2010) mostrava una protesta contro le tasse in Idaho, nella quale un manifestante tiene un cartello con sopra scritto "Tea Bag the Libs Before They Tea Bag You," e un discorso tra Captain America e Falcon, il quale diceva che difficilmente un afroamericano avrebbe partecipato a questa protesta, con "tutti questi bianchi arrabbiati". Questo attirò le proteste di Michael Johns, membro del consiglio della Nationwide Tea Party Coalition, il quale sosteneva che stessero rappresentando dei patrioti come dei cattivi e che il movimento non discriminava nessuno per razza o credo politico. Joe Quesada, editor in chief Marvel, si scusò, spiegando che si stava avvicinando la scadenza per la consegna, notando che i cartelli erano bianchi era stato chiesto a chi gestiva il lettering di riempirli. Allora lui nella fretta aveva copiato dei veri cartelli cercati su internet. Dopo la stampa, lo staff parlò allo scrittore "che era mortificato per l'errore, molto dispiaciuto e che non aveva alcun intento politico". Quesada aggiunse che l'immagine era stata modificata in modo tale che nelle ristampe non ci fosse.

#### L'acquisizione della Marvel Entertainment
Il 31 agosto 2009 la Disney annunciò l'intenzione di comprare la Marvel Entertainment per 4 miliardi di dollari. Questo scatenò le reazioni dei fan dell'azienda di fumetti che temevano nella perdita dell'identità della Marvel a causa della sua disneyficazione. Per cercare di calmare le proteste la Disney ha dichiarato che l'acquisto non intaccherà in alcun modo i personaggi o la natura della società.

## Controversie legate alle condizioni lavorative
Nel maggio del 1992 su The Hollywood Reporter fu pubblicato un articolo nel quale si diceva che circa il 25% dei lavoratori dell'allora Eurodisney si erano licenziati a causa delle difficili condizioni lavorative. La società rispose al The Wall Street Journal che in realtà non erano 3000, ma solo 1000 coloro che se ne erano andati.
Nel 2010 due dipendenti di Disneyland Paris, entrambi cuochi, si suicidarono. Il primo lasciò un biglietto con su scritto "Non voglio tornare da Topolino". Tuttavia una commissione incaricata di far luce sugli eventi non trovò prove di comportamenti illegali. I sindacati del parco comunque fecero notare le pessime condizioni lavorative: i grandi licenziamenti; gli stipendi dei membri del cast di poco superiori al minimo legale; gli orari lavorativi pesanti; l'impossibilità di fare carriera. La società ha risposto dicendo che la maggior parte dei lavoratori era soddisfatta del proprio lavoro e che, sebbene la crisi del 2008 avesse intaccato i profitti, il parco aveva assunto più lavoratori full time.
Nel luglio 2016 Disney, HCL Technologies e Cognizant furono accusate di essersi organizzate per sostituire i lavoratori americani con lavoratori immigrati (detentori del visto H-1B), nonostante fossero disponibili americani con le competenze richieste, violando, quindi, la legge. Le cause furono iniziate da due ex impiegati dell'azienda che aprirono due cause simili, cercando di ottenere lo status di class action. La novità di queste azioni legali era che erano denunciati sia il datore di lavoro che l'azienda addetta all'esternalizzazione in quanto avevano programmato la sostituzione dei lavoratori. Nell'ottobre dello stesso anno la causa fu respinta, poiché le motivazioni erano inadeguate.
Negli Stati Uniti, Disney Store è stato costretto alla fine del 2016 come molte altre catene di negozi a non ricorrere più al "call work planning", una pratica che obbliga i dipendenti a essere informati solo del loro orario di lavoro una o due ore prima dell'inizio del loro servizio, associata al contratto a ore zero.
Il 17 marzo 2017, il Dipartimento del lavoro americano ha intimato alla Walt Disney Company di rimborsare 3,8 milioni di dollari ai 16.000 dipendenti della Walt Disney Parks and Resorts in Florida dopo aver addebitato le spese di mantenimento del costume sulle loro retribuzioni rendendole inferiori al minimo legale.
La compagnia è stata accusata di violazioni dei diritti umani sulle condizioni di lavoro nelle fabbriche di derivati principalmente in Asia. Nel novembre 2012, un incendio provocò 112 vittime in una fabbrica tessile. Nel magazzino della stessa furono trovati indumenti con i personaggi Disney; sebbene la società non avesse legami con quella azienda venne attaccata. Nel marzo 2013 quindi stilò una lista di paesi e fornitori con i quali non avrebbe più lavorato, oltre al Bangladesh figuravano Bielorussia, Pakistan e Venezuela.
Nel giugno 2024 il vicepresidente Michael Giordano ha rilasciato delle dichiarazioni controverse affermando che la Disney non è interessata ad assumere uomini bianchi nelle posizioni di comando.

## Proteste da parte di gruppi religiosi
Nel 1994, a ridosso dell'uscita del film Il prete, varie organizzazioni religiose si lamentarono e cercarono di boicottare il film, come l'American Catholic League e la Chiesa cattolica in Irlanda. L'ultima, poiché non era riuscita ad evitarne l'uscita, tentò invano di posticiparlo, in quanto l'uscita nelle sale era prevista di venerdì Santo. Anche nelle Filippine, a causa delle sue tematiche, fu posticipato e alcuni vescovi riuscirono ad evitare che in alcune sale fosse proiettato, nonostante fosse già vietato ai minori di 18 anni.
Nel 1998 fu la volta di Dogma: vari movimenti religiosi si scagliarono contro la Disney e la Miramax, le originali aziende distributrici della pellicola. L'uscita del film, prevista per novembre del 1998, venne posticipata di un anno, nella speranza che la controversia avesse fine. Questo non fermò le proteste e la società, infine, decise di vendere i diritti di distribuzione alla Lions Gate Films.
Le Assemblee di Dio insieme ad altri gruppi conservatori, hanno condannato le attività delle sussidiarie della Disney e dei personaggi dei suoi programmi, come il programma su ABC Nothing Sacred su un prete gesuita, un libro per bambini intitolato Growing Up Gay pubblicato da Hyperion, e le celebrazioni annuali gay e lesbiche organizzate nei parchi Disney.
La Southern Baptist Convention e l'American Family Association hanno votato per boicottare la Disney per opporsi alle offerte di partnership nazionali fatte ai dipendenti gay e per mostrare la loro opposizione alla serie Ellen della ABC, in cui Ellen DeGeneres fa coming out. La Disney ha ignorato i due boicottaggi che sono stati ritirati nel 2005.

## Critiche da parte diSouth Park
Una giornalista del The Washington Post anticipò che i creatori di South Park avrebbero utilizzato i Jonas Brothers nel primo episodio della tredicesima stagione dello show in modo tale da raggiungere un pubblico maggiore; i dirigenti della Comedy Central controbatterono dicendo che in realtà lo show era pensato per i maschi dai 18 ai 49 anni, quindi il pubblico della band non rientrava nella categoria di spettatori del programma. Nell'episodio preso in considerazione, L'anello, non compare solamente la band, ma vengono presi di mira Disney Channel, Topolino, con il suo tipico "Ha ha!" che qua viene reso un tic nervoso, e l'intera media company. I diversi commentatori hanno sostenuto che la critica non fosse, quindi, rivolta ai giovani cantanti, ma alla società e alla sua etica.
L'episodio ritrae la Disney come un'azienda che utilizza i buoni principi morali nei suoi prodotti per perseguire il proprio obiettivo: il profitto. Le recensioni sostennero questa tesi a causa di come venne rappresentato Topolino: nell'episodio viene ritratto come lo scurrile, cinico, avido, dispotico e violento capo della compagnia. L'obiettivo principale della satira è la strategia di marketing adottata dalla Disney per spingere la band, fondata sull'astinenza che viene rappresentata dagli anelli della purezza, che la sceneggiatura suggerisce essere utilizzata per vendere sesso alle ragazzine in maniera losca, mentre da una parte si cerca di far leva sul desiderio da parte dei genitori di proteggere le figlie. Questa idea è una gag ricorrente all'interno di tutto l'episodio; inoltre viene anche suggerito che anche la band diventerà come Topolino (diventando quindi un'entità negativa), infatti la band desidera che le loro esibizioni si incentrino esclusivamente sulla musica. Un altro modo in cui viene sottolineata l'avidità della società è la frase con la quale Topolino ammette di ricavato miliardi dai Cristiani, che ritiene ignoranti perché credono in un "morto che parla".
Altre critiche mosse contro la compagnia da parte dello show sono presenti negli episodi 200 e 201 (inediti in Italia), Una band in Cina, Vince Obama! e The Pandemic Special.

## Estensione del Copyright
Già a partire dal 1976 la Disney riuscì a prorogare la scadenza dei diritti di sfruttamento di Topolino, che all'epoca scadevano dopo 56 anni, quindi Mickey Mouse sarebbe dovuto diventare di dominio pubblico. Sapendo che presto sarebbe arrivata una nuova scadenza, dal 1990 The Walt Disney Company ha fatto pressioni per estendere il copyright sulle prime creazioni dello studio. Nel 1998, l’altro anno in cui Topolino sarebbe dovuto diventare di dominio pubblico, la Disney è riuscita a prolungare ancora la scadenza, arrivando a 95 anni; grazie alla sua ed altre azioni di lobbismo venne infatti approvato il Copyright Term Extension Act che ha ritardato la liberalizzazione dei primi corti di Topolino, per questo soprannominato The Mickey Mouse Protection Act. I detrattori la considerano una legge di welfare aziendale e hanno cercato di farla dichiarare incostituzionale, fallendo, sostenendo che non fosse necessaria e che contrastasse con la Costituzione, la quale prevede la promozione "delle scienze e delle arti". La tesi era che la maggior parte delle opere portasse a degli ingenti guadagni negli anni subito successivi alla pubblicazione e che, quindi, dopo la scadenza del copyright la maggior parte delle aziende subisse perdite irrisorie, ad eccezione di quelle poche che sviluppano un merchandising di successo attorno ai propri marchi, come la Disney. Nel 2023 i diritti per la prima versione di Topolino (quella apparsa in Stemboat Willie nel 1928) diventeranno di dominio pubblico, dato che sono trascorsi i 95 anni, e la Disney ha di nuovo iniziato a fare pressioni per prolungare ulteriormente tale legge e, nel caso non ci riesca, ha attuato alcune strategie per evitare che possa succedere, come l'utilizzo, negli ultimi anni, del personaggio in alcuni loghi, come quello della Walt Disney Animation Studios, dato che i loghi delle società hanno una diversa gestione del copyright.

## Altre critiche
- Nell'agosto del 2014 Disney e Disney English furono portate in tribunale a per la condizione delle aule in cui venivano tenuti i bambini: in queste l'aria era così inquinata da causare dei malori agli studenti. La società ha deciso di trovare un accordo al di fuori del tribunale.[206]
- Un rapporto sullo sviluppo ambientale per un'area di Great Guana Cay nelle isole Abaco ha criticato la Disney per aver gestito male 90 acri (0,36 km²) di terreno che sono stati parzialmente sviluppati per un progetto di palcoscenico sotto il nome Isola del tesoro ma fu in seguito abbandonato. Il rapporto pubblicato dall'Università di Miami e dal College delle Bahamas denuncia la Disney per aver lasciato attrezzature pericolose, trasformatori di alimentazione e serbatoi di gas e anche per aver portato piante straniere e specie di insetti che hanno disturbato la fauna e la flora locali.[207]

- Disney Publishing Worldwide è stata criticata per il supporto dato allo Stop Online Piracy Act (SOPA).[208]

- Il rifacimento live action di Mulan ha iniziato a ricevere richieste di boicottaggio quando la protagonista Liu Yifei ha mostrato il suo supporto alla polizia di Hong Kong, nel mezzo delle violente proteste del 2019-2020, causando una controversia internazionale. Un hashtag, #BoycottMulan, è diventato popolare per supportare il boicottaggio della pellicola.[209][210][211] In seguito l’attrice non è stata presente al D23 Expo 2019, dove è stata mostrata un’anteprima esclusiva del film,[212] benché si ritenga che sia stata incentivata dal governo cinese a sostenere l'agire delle forze dell'ordine.[213] Dopo la sua distribuzione, avvenuta sulla piattaforma Disney+, l'opera ha ricevuto molteplici critiche a causa della presenza nella produzione di sei agenzie governative cinesi, apparse nei titoli di coda, operanti nello Xinjiang (regione nel nord-ovest della Cina in cui il governo è stato accusato di aver creato dei campi di concentramento con lo scopo di "rieducare" forzatamente persone di etnia uigura).[214][215]

- Toy Story 4 ha suscitato polemiche per la presenza di una scena dove una bambina viene accompagnata all'asilo da due mamme, lanciando una petizione su onemillionmoms.com.[216]

- Lightyear - La vera storia di Buzz è stato criticato per aver incluso la relazione lesbica tra Alisha e Kiko. Alcuni critici hanno notato come tale scena mal si adatta alla cornice narrativa introduttiva del film che ambienta la proiezione nel 1995: negli anni '90, mettere una scena con una relazione non etero, specialmente in un film rivolto principalmente ai bambini, sarebbe stato molto più controverso di oggi. Sempre la stessa scena ha portato a proteste da parte di associazioni conservatrici negli Stati Uniti[217] e in Italia,[218] al bando del film nel Mondo Arabo, in Malesia e Kazakistan e a restrizioni/proteste ufficiali nella Repubblica Popolare Cinese, in Singapore ed in Indonesia.[219]

- Il 19 dicembre 2024, con l'uscita contemporanea di Mufasa - Il re leone e Sonic 3 - Il film è scoppiata una faida tra Paramount Pictures e Disney per le recensioni e le tematiche affrontate dalle due pellicole, che ha spinto la società a bloccare i meme contro al prequel de Il re leone e presunte pressioni da parte di essa per l'acquisto di proiezioni per aumentarne i ricavi e nascondere i guadagni del film del riccio.[220]

- Il remake di Biancaneve ha ricevuto le seguenti critiche:
  - Nel gennaio 2022 l'attore Peter Dinklage, intervenendo nel podcast WTF di Marc Maron, criticò il ritratto della Disney dei Sette Nani nel film.[221] La Disney rispose che stava lavorando a non rafforzare gli stereotipi percepiti nel film d'animazione originale, e che per la realizzazione della pellicola si sarebbe consultata con membri della comunità di persone con nanismo.[222] A seguito delle critiche di Dinklage sulla "rappresentazione stereotipata dei nani", la Disney ha annunciato che il film adattamento live-action del Classico Disney Biancaneve e i sette nani avrebbe sostituito i personaggi titolari con "creature magiche" e che il cast di attori nani sarebbe stato scartato in favore di un cast vocale per i suddetti personaggi. Apparentemente, secondo la seguente reazione negativa generale, Dinklage non avrebbe compreso la differenza tra gli umani della vita reale che soffrono di nanismo e i nani come creature mitiche e fantastiche del fantasy, del folklore e della mitologia europei.[223] Dinklage è andato persino oltre, affermando che i nani di Biancaneve vivono in una "caverna" invece che in un cottage nella foresta. Questa mossa è stata fortemente criticata da persone e fan che hanno accusato Dinklage (e successivamente la Disney) di ipocrisia e virtue signalling (o farisaismo) "woke"  e di ignorare il materiale originale, e criticando le sue parole e la conseguente risposta istantanea della Disney per essere fortemente dannose per la "comunità delle persone piccole", compresi i potenziali attori per i ruoli dei nani che lo hanno biasimato e denunciato di avergli fatto perdere prospettive di lavoro.[224][225][226][227][228][229][230][231][232][233] Qualche mese dopo, sempre nel 2022, l'attore Martin Klebba dichiarò che avrebbe fatto parte del cast del film, e avrebbe doppiato Brontolo.[234] Né nel film, né in alcun tipo di materiale promozionale i sette personaggi sono indicati come "nani".[235]
  - Nel dicembre 2022, in un'intervista durante un evento ufficiale Disney, Zegler parlò della necessità di svecchiare alcuni aspetti datati del film del 1937, affermando tra l'altro che nell'originale il principe fa "stalking" a Biancaneve,[236] ribadendolo anche in seguito.[237] In risposta all'attrice, David Hand, figlio dell'omonimo regista del film originale, definì il remake "un insulto",[238] dichiarando che "suo padre e Walt Disney si sarebbero rigirati nelle loro tombe".[239]